# Fiat Barchetta
O Barchetta é um descapotável compacto da Fiat. Desenvolvido entre 1990 e 1994 sob o nome de projecto Tipo B Spider 176. Foi desenhado por Andreas Zapatinas, Peter Barrett Davis e outros no Fiat Centro Stile, tendo sido o protótipo feito pela Stola. O seu design é uma espécie de fusão entre a tradição dos antigos descapotáveis da Fiat e o modernismo. Uma das suas características mais notáveis é a sua maçaneta de abertura da porta de alavanca.
A produção começou em fevereiro de 1995. O Barchetta foi baseado no chassis da versão Mark 1 do Fiat Punto. O seu motor de 131 cavalos/96 kW tem uma cilindrada de 1.8 L, dupla árvore de cames à cabeça e variação de actuação das válvulas hidráulicamente controlada, a qual quando avariada produz um característico ruído de motor diesel. A tracção é dianteira. O Barchetta pesa 1060 kg sem ar condicionado. Acelera de 0 a 100 km/h em 8.9 segundos e atinge a velocidade máxima de 190 km/h
Revisto em 2003 de modo a ser relançado no ano seguinte, com alterações nos pára-choques e menores no interior, a produção do carro parou em junho de 2005.
O modelo também foi exportado para o Reino unido e Japão.